# Подгорје при Пишецах
Подгорје при Пишецах (словен. Podgorje pri Pišecah) је насељено место у општини Брежице, Посавска регија, Словенија.

## Историја
До територијалне реорганизације у Словенији било је у саставу старе општине Брежице.

## Становништво
У попису становништва из 2011. године, Подгорје при Пишецах имало је 210 становника.
| Број становника према пописима | Број становника према пописима | Број становника према пописима | Број становника према пописима | Број становника према пописима | Број становника према пописима | Број становника према пописима | Број становника према пописима | Број становника према пописима | Број становника према пописима | Број становника према пописима | Број становника према пописима | Број становника према пописима | Број становника према пописима |
| ------------------------------ | ------------------------------ | ------------------------------ | ------------------------------ | ------------------------------ | ------------------------------ | ------------------------------ | ------------------------------ | ------------------------------ | ------------------------------ | ------------------------------ | ------------------------------ | ------------------------------ | ------------------------------ |
| 1869                           | 1880                           | 1890                           | 1900                           | 1910                           | 1931                           | 1948                           | 1953                           | 1961                           | 1971                           | 1981                           | 1991                           | 2002                           | 2011                           |
| 381                            | 396                            | 372                            | 400                            | 414                            | 401                            | 406                            | 430                            | 359                            | 322                            | 307                            | 269                            | 215                            | 210                            |

Напомена: До 1953. исказивано под именом Подгорје. Године 2017. извршена је мања размена територије између насеља Пишеце и Подгорје при Пишецах.